# Seznam slovenských hráčů v KHL v sezóně 2011/2012
Toto je seznam hráčů Slovenska v sezóně 2011/2012 KHL.
- HC Lev Poprad • Ľuboš Bartečko • Rudolf Huna • Ján Laco • David Marek • Branislav Mezei • Vladimír Mihálik • Juraj Mikuš • Richard Mráz • Ladislav Nagy • Rastislav Špirko • Martin Štrbák • Peter Ölvecký
- HK Dinamo Minsk • Ladislav Nagy • Jaroslav Obšut • Peter Podhradský • Tomáš Slovák
- HK Spartak Moskva • Ivan Baranka • Marcel Hossa • Štefan Ružička • Jozef Stümpel
- Atlant Mytišči • Branko Radivojevič • Richard Stehlík
- CSKA Moskva • Rastislav Staňa • Tomáš Surový
- Amur Chabarovsk • Ján Lašák
- Avangard Omsk • Radoslav Suchý
- Dinamo Riga • Marcel Hossa
- OHK Dynamo Moskva • Dominik Graňák
- Metallurg Magnitogorsk • Peter Podhradský
- CHK Neftěchimik Nižněkamsk • Martin Cibák
- Salavat Julajev Ufa • Richard Stehlík
- HK Jugra Chanty-Mansijsk • Tomáš Starosta